# اندیس کلات بالا
کلات بالا یک اندیس فلزی است که در حوالی شهر پرنگ استان خراسان قرار دارد و مادهٔ معدنی موجود در آن، مس است.سنگ میزبان این اندیس آهک است و دیرینگی آن به دوران میو- ائوسن می‌رسد. در این اندیس، پاراژنز‌های مگنتیت، هماتیت،کلسیت، کریزوکول یافت می‌شوند.